# Тимм, Михаэль
Михаэль Тимм (нем. Michael Timm; 13 ноября 1962, Хагенов) — немецкий боксёр средних весовых категорий, выступал за сборную ГДР в первой половине 1980-х годов. Чемпион Европы, трёхкратный чемпион национального первенства, бронзовый призёр командного Кубка мира, победитель престижных международных турниров. Также известен как успешный тренер, готовил многих чемпионов мира профессионального бокса.

## Биография
Михаэль Тимм родился 13 ноября 1962 года в городе Хагенов, федеральная земля Мекленбург-Передняя Померания. Активно заниматься боксом начал в раннем детстве, позже тренировался под руководством знаменитого специалиста Фрица Здунека. Первого серьёзного успеха на ринге добился в 1979 году, когда в полусреднем весе выиграл юниорское первенство ГДР. Год спустя повторил это достижение, а ещё через год был первым уже на взрослом чемпионате страны. В 1982 году во второй раз завоевал титул чемпиона Германской демократической республики, в 1983 году занял первое место в третий раз — уже в средней весовой категории. Позже принимал участие во многих международных турнирах, часто оказывался в числе призёров и победителей. Наиболее успешным в карьере Тимма получился 1985 год, он выиграл бронзу на командном Кубке мира в Сеуле и первенство Европы в Будапеште. Вскоре после этого покинул национальную сборную, завершив тем самым карьеру боксёра.
Начиная с 1986 года Тимм работал тренером по боксу в спортивном клубе «Шверин» и возглавлял юниорскую сборную ГДР по боксу. После объединения Германии с 1991 года занимал должность главного тренера Мекленбурга и Передней Померании. В период 1997—2012 состоял в промоутерской компании Universum Box-Promotion, в том числе два года был у них ведущим тренером, сменив на этом посту опытнейшего Здунека. Как тренер Михаэль Тимм в разное время работал с такими известными боксёрами как Юрген Бремер, Сергей Дзинзирук, Андрей Котельник, Владимир Сидоренко, Феликс Штурм, Руслан Чагаев, Стипе Дрвиш, Луан Красничи, Томас Ульрих, Хуан Карлос Гомес, Берт Шенк, Рахим Чахкиев.
В настоящее время Тимм работает в Немецкой боксёрской ассоциации, занимается отбором и подготовкой спортсменов олимпийского бокса. Проживает в Шверине, женат, есть две дочери.